# Natrix megalocephala
Natrix megalocephala är en ormart som beskrevs av Orlov och Tuniyev 1987. Natrix megalocephala ingår i släktet Natrix och familjen snokar. IUCN kategoriserar arten globalt som sårbar. Inga underarter finns listade i Catalogue of Life.
Denna snok förekommer i Kaukasus i Azerbajdzjan, Georgien, Ryssland och Turkiet. Den lever i skogar med en undervegetation som är städsegrön. Arten besöker även angränsande trädodlingar och andra landskap. Ormen vistas ofta i snabbt flytande bäckar.